# Polymera (Polymera) honesta
Polymera (Polymera) honesta is een tweevleugelige uit de familie steltmuggen (Limoniidae). De soort komt voor in het Neotropisch gebied.